# Het Predikheren

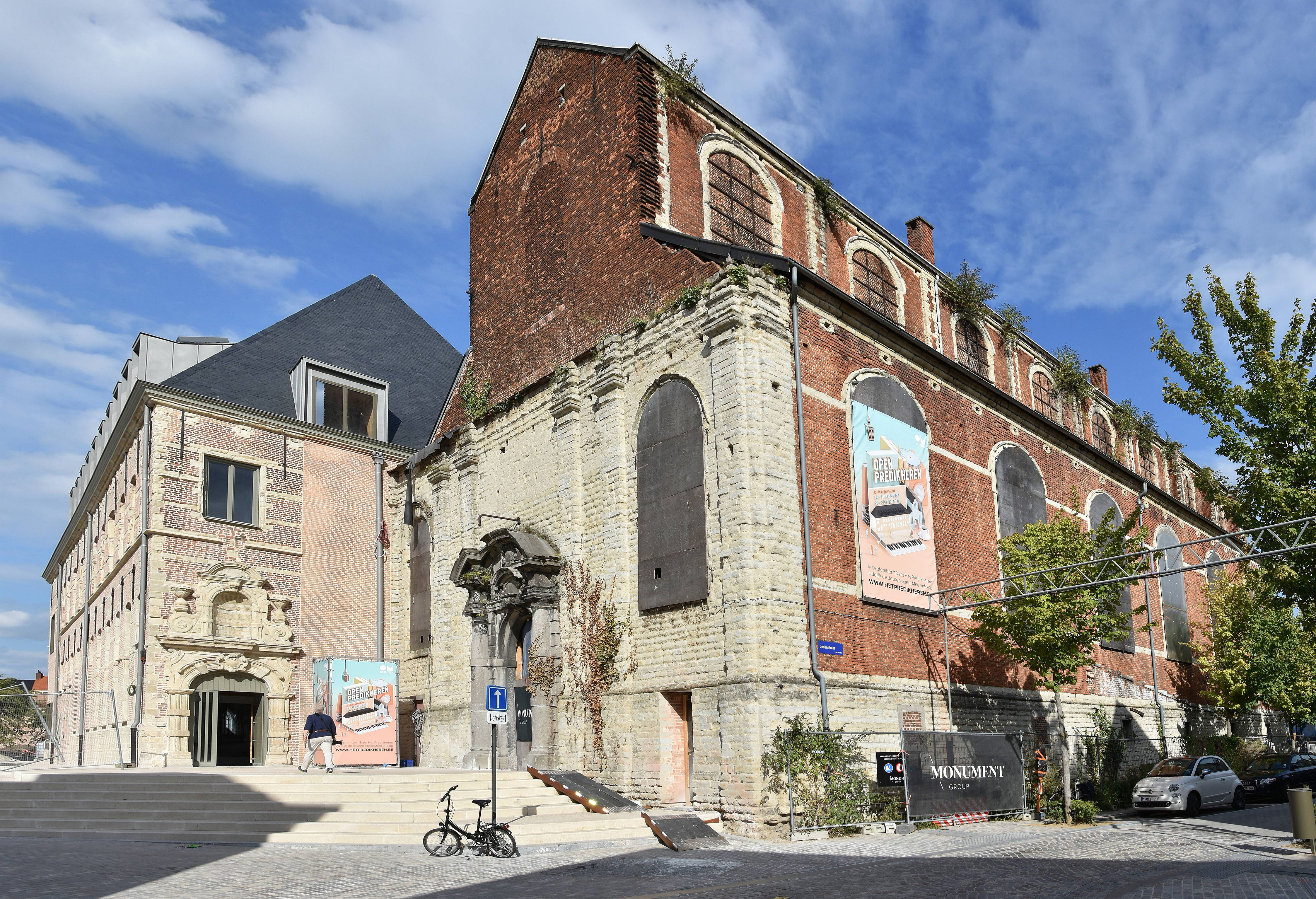
Het Predikheren

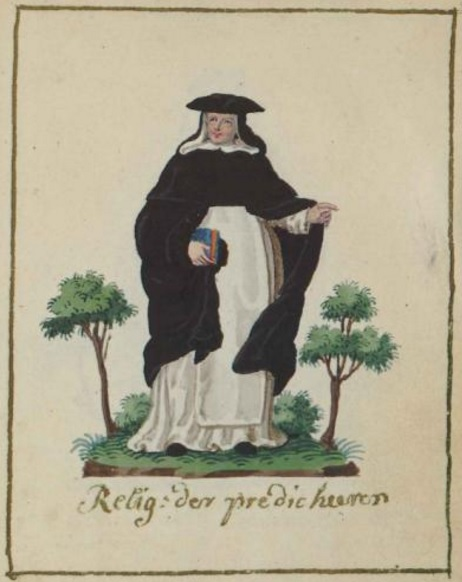
Antwerpse dominicaan/predikheer op het einde van de achttiende eeuw

Het Predikheren was een onderkomen voor culturele activiteiten in de Belgische stad Mechelen. Onder meer de bibliotheek van de stad is er gevestigd. Het Predikheren is gelegen in de gebouwen van het voormalige predikheren- of dominicanenklooster en de bijbehorende kloosterkerk. Het klooster werd tussen 2011 en 2019 gerestaureerd. De restauratie maakte deel uit van het Mechelse stadsvernieuwingsproject Tinelsite. Zowel het klooster als de kerk zijn deel van het cultureel erfgoed. De kerk wordt gerestaureerd tot 2024.

## De predikheren te Mechelen
In 1651 kwamen predikheren uit 's-Hertogenbosch hier naartoe, verdreven als ze waren door de Tachtigjarige Oorlog en aangetrokken door de Zuidelijke Nederlanden waarvan brede lagen van de bevolking katholiek waren gebleven. 1253 was het jaar van hun stichting in 's-Hertogenbosch. Ze moesten de stad in 1629 verlaten om 20 jaar lang te verhuizen van de ene stad naar de andere, telkens veroverd door protestantse troepen. Ze vestigden zich in Mechelen, 400 jaar na drie reeds aanwezige bedelorden in de stad.
Zoals op zoveel plaatsen zorgde de Franse tijd ervoor dat ook dit klooster in 1796 de deuren moest sluiten.

## Bouwhistoriek
De predikheren lieten een klooster en kapel optrekken op een van de locaties die de aartsbisschop hen in 1655 voorstelde Twee jaar later waren ze in het bezit van de achttien percelen. De afbraak van de huizen volgde zodat men met de bouw kon starten. Hoogstwaarschijnlijk waren ze niet alleen verantwoordelijk voor het ontwerp maar ook voor de bouw ervan. In het begin van de 18e eeuw verving men de kapel door een kloosterkerk waarvan de barokke voorgevel nooit afgewerkt geraakte. Met hun streven naar een leven in soberheid in gedachte koos men voor een eenvoudige constructie met een naar het oosten gericht gebedshuis en een aanpalend vierkantig of rechthoekig klooster rond een centraal pandhof en pandgang die via arcades de verbinding vormde tussen het pandhof en gemeenschappelijke ruimtes. Typisch voor de predikheren was hier ook de aanwezigheid van een bibliotheek.
Gebouwen die niets met het kerkelijk leven te maken hadden, zoals een brouwerij, plaatste men los van het klooster. Gebrek aan financiën verplichtten de paters ertoe de constructie in fasen uit te voeren waardoor de bouw ervan ruim tachtig jaar in beslag nam.

### Andere bestemmingen
Na de Franse Revolutie, de bezetting en de inlijving van de Oostenrijkse Nederlanden bij Frankrijk liepen de zaken totaal anders. De Mechelse Commissie voor Burgerlijke Gast- en Godshuizen, door de Fransen belast met de zorg voor minderbedeelden, zag het gebouw als een ideale locatie, om vanaf 1802, hulpbehoevende ouderlingen in onder te brengen. Men voegde daarvoor kloostercellen op de verdieping samen tot zalen.

#### Militair
In 1809 kreeg het complex een nieuwe bestemming en werd het tot militair hospitaal omgevormd. Militairen bleven hier aanwezig tot 1975, dus ook onder het Verenigd Koninkrijk der Nederlanden en het onafhankelijke België.
De aanpassingen in de gebouwen gebeurden zonder respect. De kloosterkerk werd artilleriemagazijn waarvoor men in het kerkschip en de zijbeuken houten stellages aanbracht. Kasseien op de vloer en de trappen vervingen de oorspronkelijke materialen zodat paarden en karren vlot de kerk binnen konden. In de muren van de beuken zijn de ringen nog te zien waaraan de teugels van de paarden werden vastgemaakt.
Kort na de onafhankelijkheid van België bouwde men in 1830 een arresthuis, een gevangenis voor personen in voorlopige hechtenis op de plaats waar nu het documentatiecentrum van de kazerne Dossin staat. Toen men in Berchem in 1900 een nieuw en voor de tijd hypermodern militair hospitaal en arsenaal bouwde, nam het belang van het hospitaal af en geleidelijk aan richtte men het klooster in als kazerne. Tussen 1930 en 1940 was het de kazerne van het 7e Linieregiment, onder bevel van Hector De Lobbe. Tijdens de Tweede Wereldoorlog vonden Duitse bewakingstroepen hier een onderkomen. Na andere militaire eenheden en een aantal transformaties volgde in 1979 de bescherming als monument.

#### Erfgoed
Mechelen kocht het complex aan in 1982 om het in 2000 aan een ontwikkelaar te verkopen. In 2010 kocht de stad het opnieuw aan. De voormalige kloostertuin was intussen omgevormd tot buurtplein. Lekkages, schimmels en insecten veroorzaakten instabiliteit waardoor men in 2012 en 2013 werken uitvoerde om het complex voor de toekomst te bewaren.
Voor de renovatie werd een architectuurwedstrijd uitgeschreven, gewonnen door het Rotterdamse bureau Korteknie Stuhlmacher Architecten, met architect Mechthild Stuhlmacher. Het bureau wordt geassisteerd door Callebaut Architecten en Bureau Bouwtechniek. Ongeveer 25 miljoen € bedroeg uiteindelijk het budget voor de totale renovatie, voor de helft gefinancierd door de Stad Mechelen, voor de andere helft met erfgoedsubsidies van de Vlaamse overheid.
De kerk is nog niet gerestaureerd, en wordt een polyvalente ruimte voor de organisatie van culturele activiteiten. De kloosteringang naast de kerk werd de hoofdingang. Gelijkvloers werd een restaurant/cafetaria met terras aan de kloostertuin ingericht. Het binnenplein biedt ook ruimte voor optredens. Op de eerste verdieping bevindt zich de oude kloosterbibliotheek die ingericht werd als stille studie- en werkzaal, met een tijdschriftenaanbod. Daarnaast op dit niveau ook vergader- en leslokalen, die ook kunnen dienen als studieruimtes voor studenten of plekken voor coworking voor flexwerkers. De hogere verdiepingen, de zolder, onder de dakconstructie is omgebouwd tot de nieuwe locatie van de Mechelse stadsbibliotheek.
Het voormalige klooster werd na de acht jaar durende restauratie opnieuw ingehuldigd in het weekend van 31 augustus en 1 september 2019. De kerk wordt omgebouwd tot podiumplek met wegneembare tribune.
Voor het predikheren en naast de Dossinkazerne staan twee beeldbepalende treurwilgen. Ze werden als volgroeide bomen verplaatst en hier neergezet.

## Preekstoel
De preekstoel uit de kloosterkerk van de predikheren van Mechelen staat sinds 1803 in de Sint-Jan Baptist ten Begijnhofkerk te Brussel. Het is een voorbeeld van barok houtsnijwerk en werd in 1757 vervaardigd uit eikenhout. Hij werd gebeeldhouwd door Lambert-Jozef Parant naar een schets van Andries Jozef Smeyers. De verschillende taferelen stellen Sint Dominicus voor die een ketter onder de voet loopt.

## Galerij

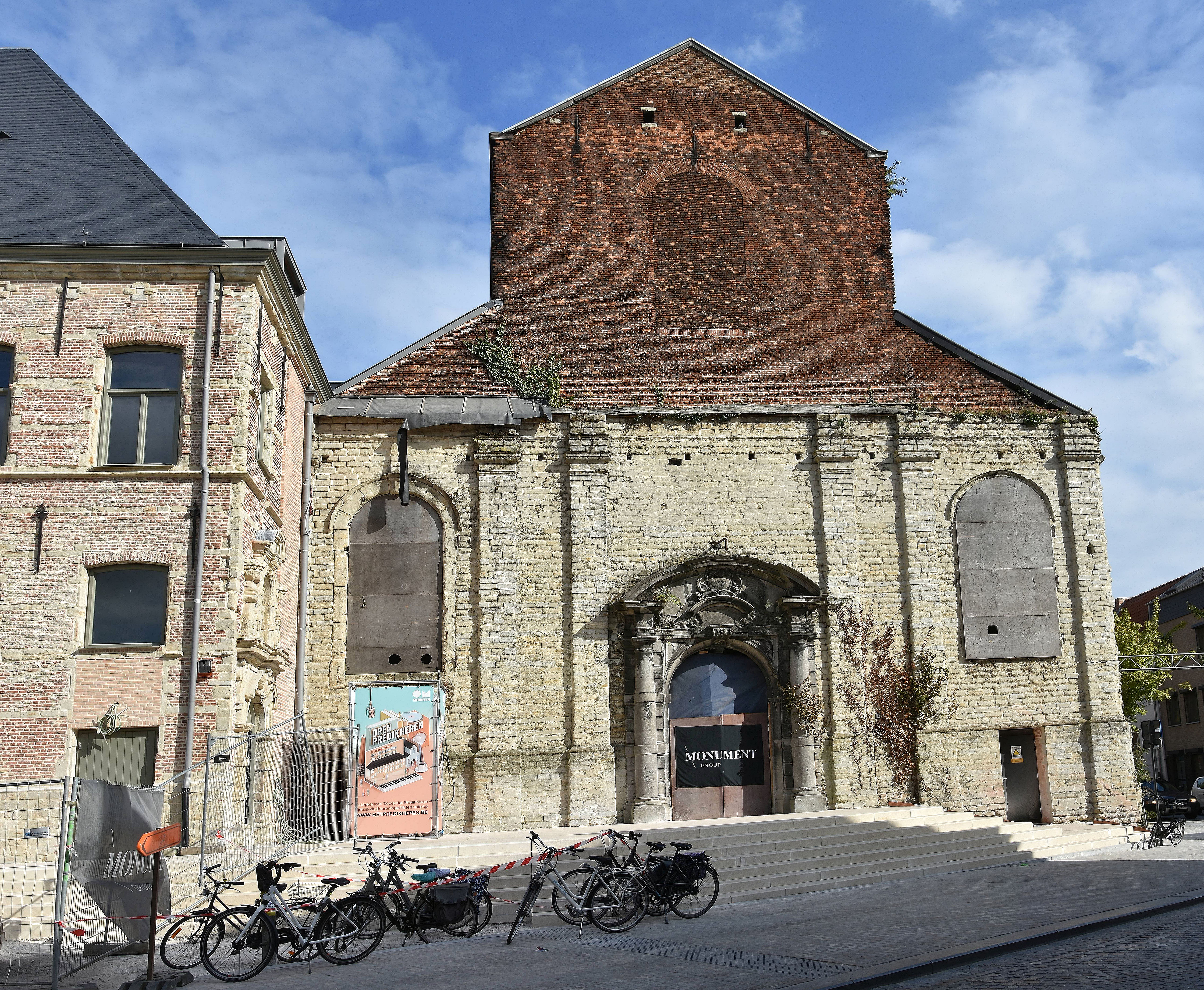
De voorgevel van de kloosterkerk
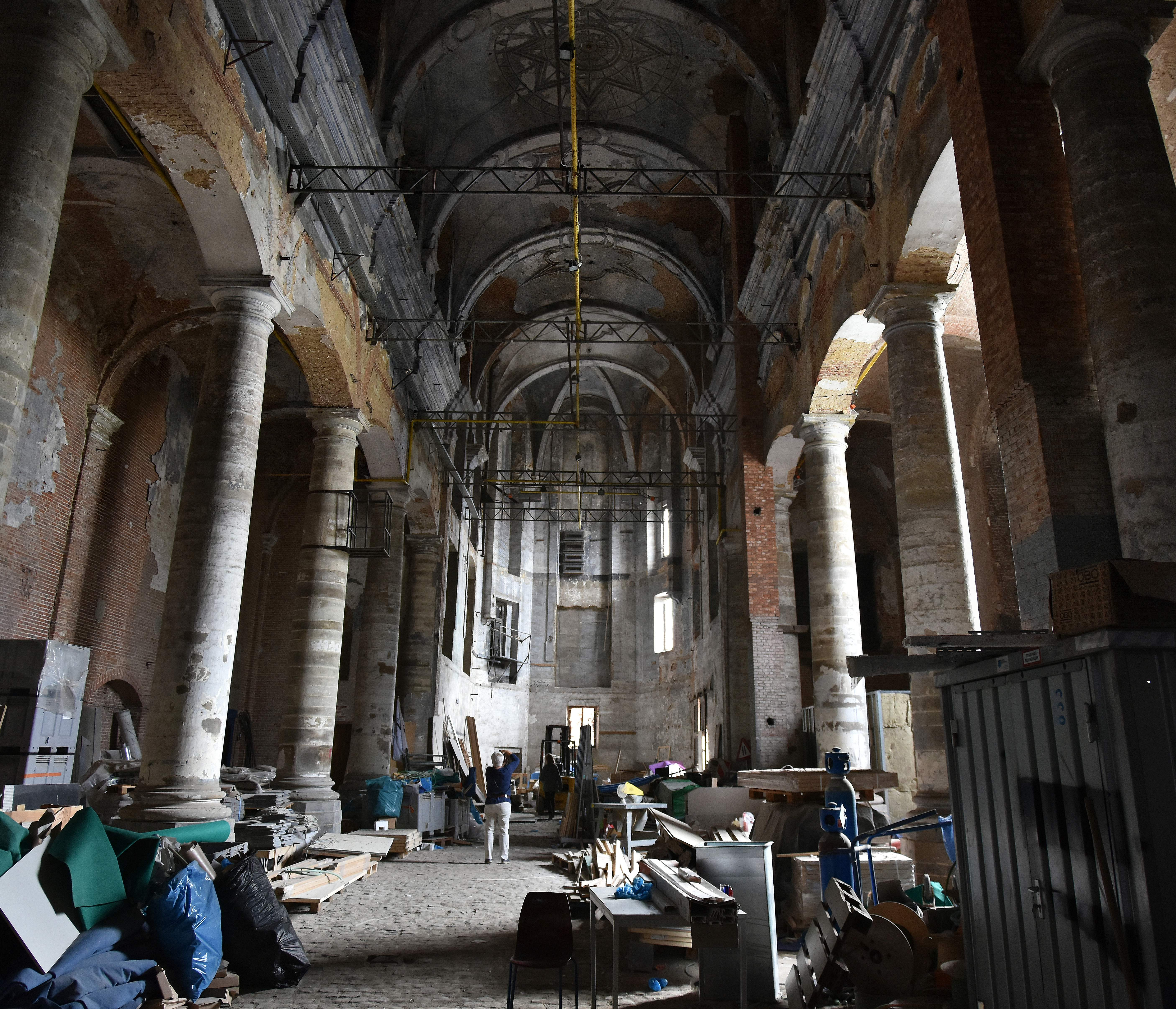
Het kerkschip en priesterkoor
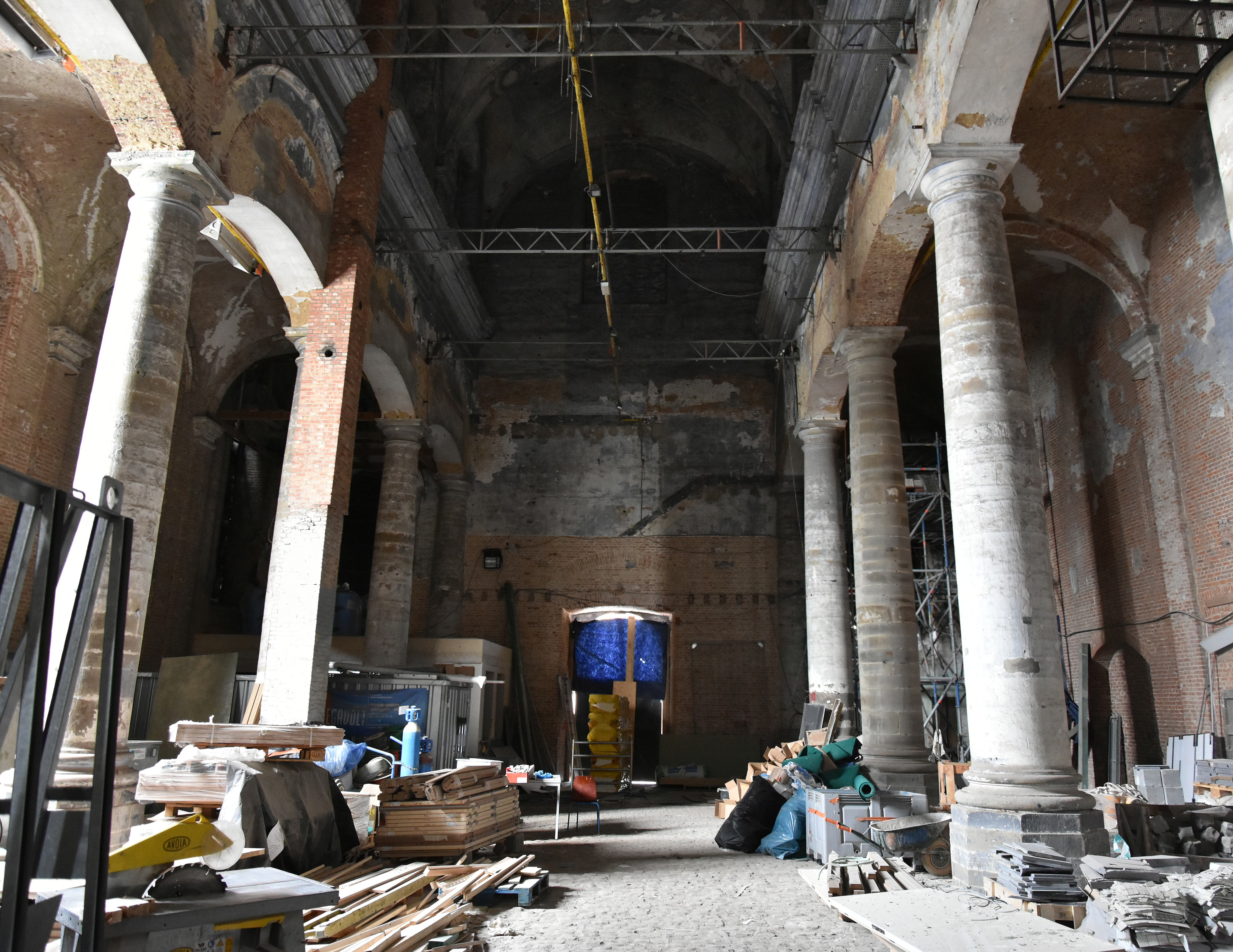
Achterzijde kerkschip
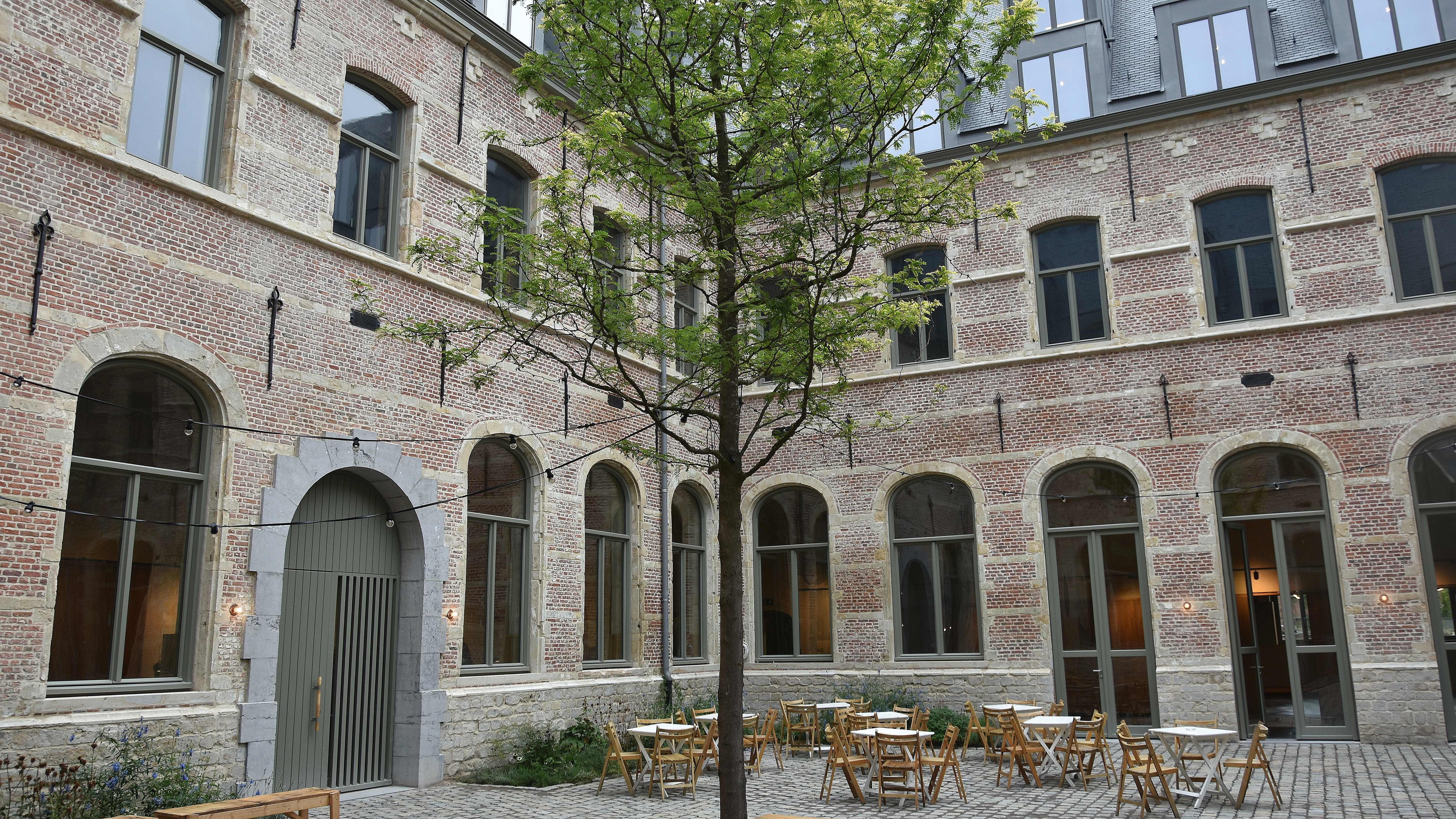
Het pandhof
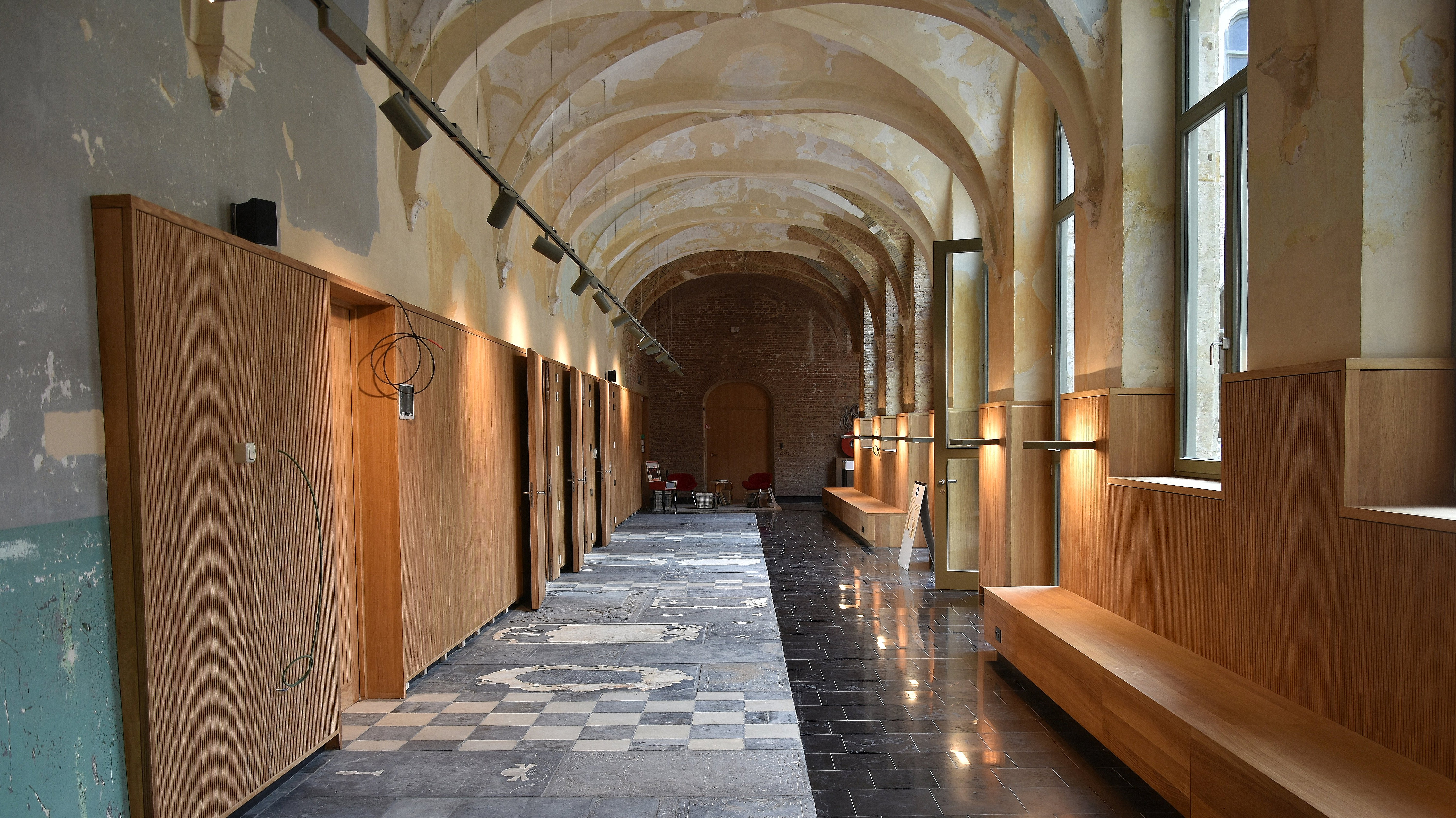
De pandgang
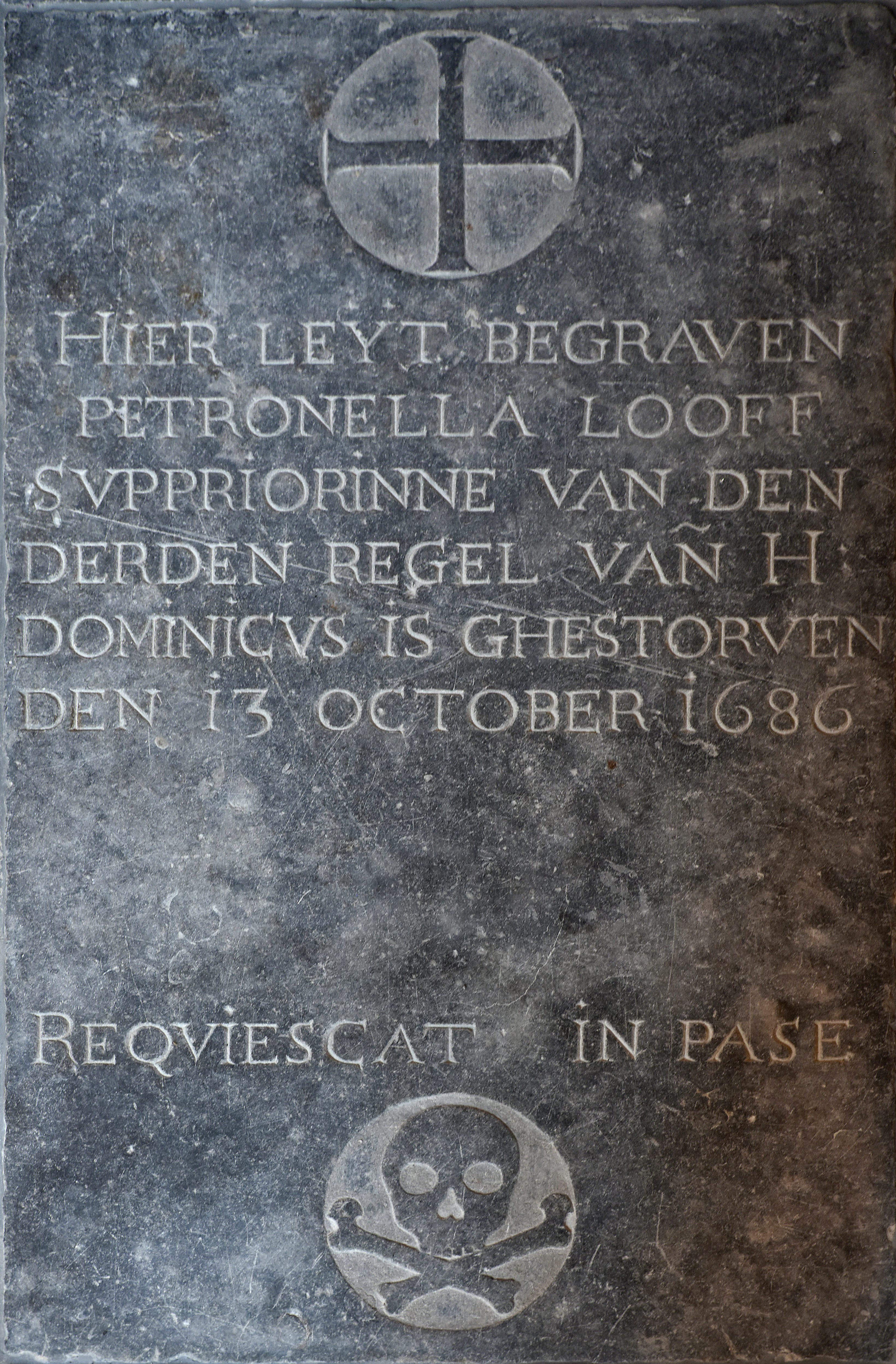
Grafsteen van een tertiaris in de pandgang
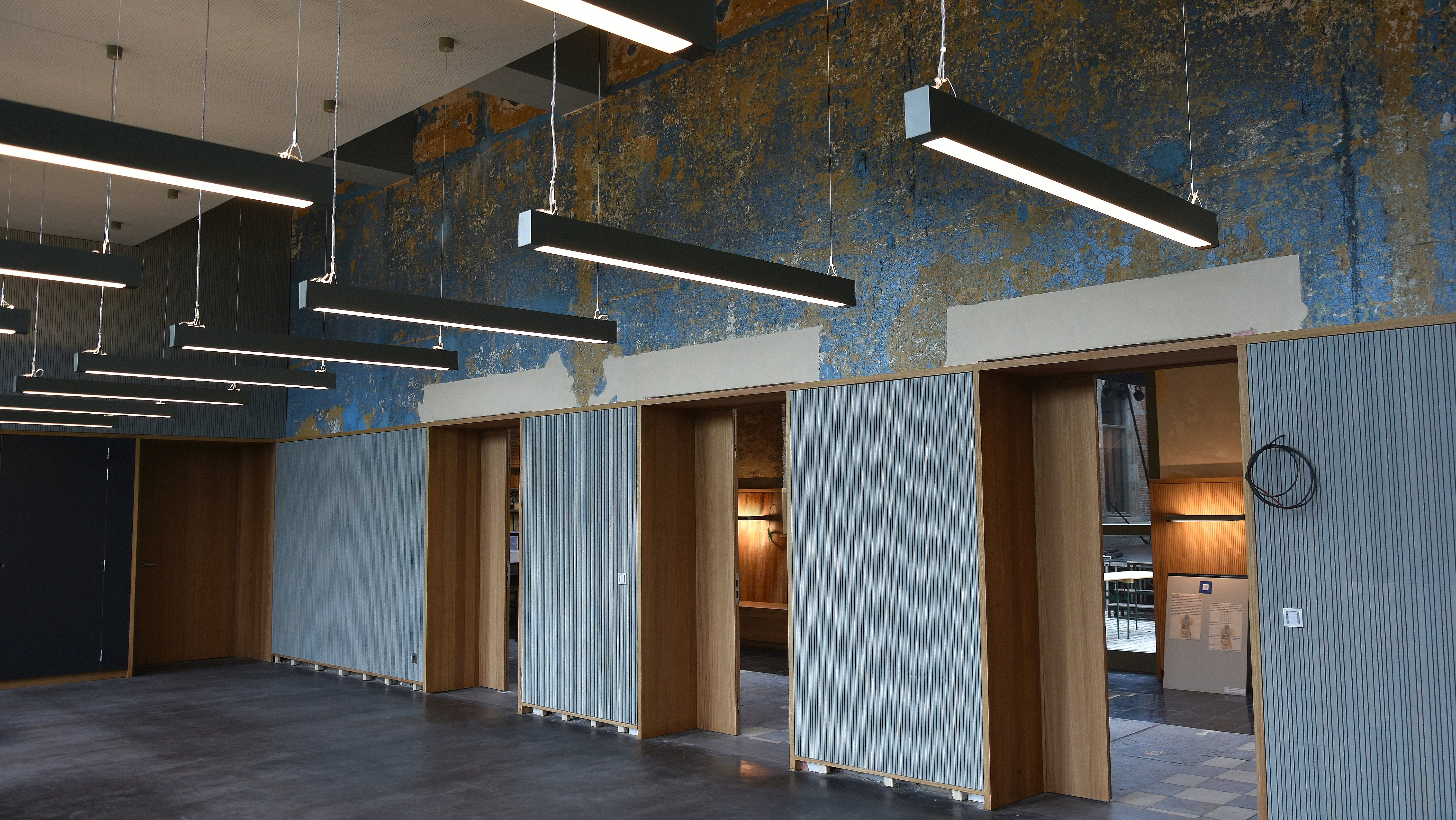
De blauwe zaal
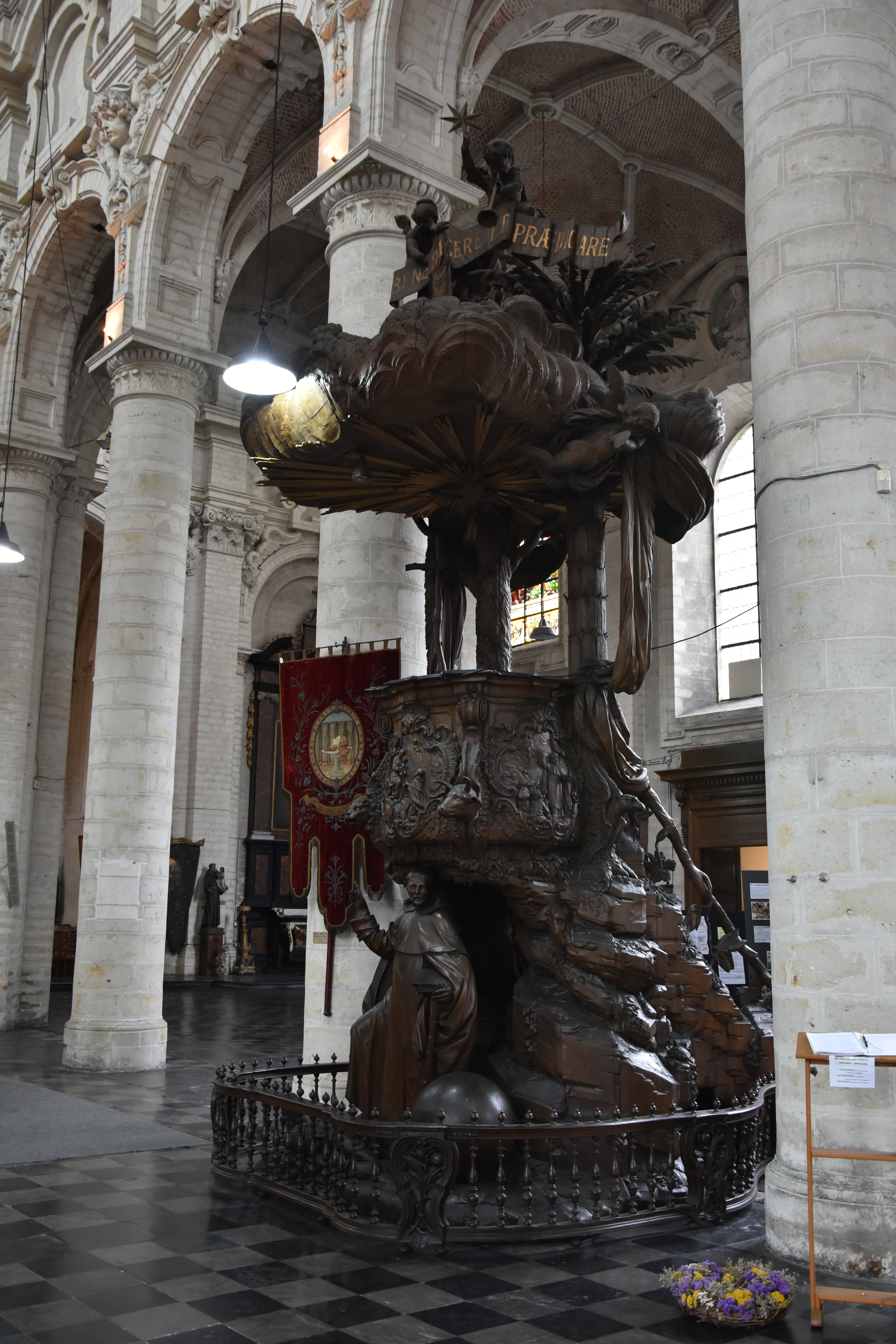
De preekstoel, anno 2018 in de Sint-Jan Baptist ten Begijnhofkerk te Brussel